# Krzyż świętego Jerzego
Krzyż świętego Jerzego – rodzaj krzyża. Przedstawia on duży czerwony krzyż grecki z wydłużonymi ramionami bocznymi. 
Ten krzyż został użyty m.in. na kilku flagach, m.in. Anglii, Gruzji oraz szeregu miast północnowłoskich: Genui, Bolonii, Padwy, Reggio Emilia, Mantui, Vercelli czy Alessandrii.
Galeria

Krzyż św. Jerzego na fladze Anglii
Krzyż św. Jerzego na fladze Gruzji
Krzyż św. Jerzego na fladze Genui
Krzyż św. Jerzego na fladze Wielkiej Brytanii
Krzyż św. Jerzego na wskaźniku kolejowym W 4